# Río Salado del Sur
Der Río Salado (dt. Salzfluss), auch Río Salado del Sur (dt. südlicher Salzfluss), ist ein 700 km langer Fluss in Argentinien, der südlich von Buenos Aires verläuft und in die Bahía de Samborombón im Mündungsbereich des Río de la Plata entwässert.
Der Río Salado entsteht als Abfluss aus dem Salzsee Laguna El Chañar südlich des Ortes Teodelina. Von dort fließt er zunächst durch den See Mar Chiquita und die Laguna de Gomez. Anschließend fließt er in südöstlicher Richtung vorbei an den Städten Junín, Roque Pérez und General Belgrano, um schließlich in die Bahía de Samborombón zu münden. Im Verlauf des stark mäandernden Río Salado liegen zahlreiche Salzseen, die er entweder direkt durchfließt oder deren kurze Abflüsse je nach Wasserstand in ihn münden.
Der Zusatz del Sur wird gelegentlich verwendet, um den Río Salado von dem gleichnamigen weiter nördlich gelegenen Nebenfluss des Río Paraná zu unterscheiden.